# بحيرة ماي ندومبي

بحيرة ماي ندومبي ونهر فيمي ، باللون الأحمر

بحيرة ماي ندومبي ((بالفرنسية: Lac Mai-Ndombe)‏ هي بحيرة مياه عذبة كبيرة في منطقة ماي ندومبي بمقاطعة باندوندو في غرب جمهورية الكونغو الديمقراطية. تقع البحيرة داخل منطقة تومبا نجيري ميندومبي، أكبر الأراضي الرطبة في العالم، والمعترف بها ضمن اتفاقية رامسار.

## الموقع
البحيرة تُستنزف من الجنوب عبر نهر فيمي إلى نهري كوا والكونغو. عرفت حتى عام 1972 باسم بحيرة ليوبولد الثاني (تيمنا بليوبولد الثاني، الملك البلجيكي، المعروف أيضًا باسم «جزار الكونغو»). ماي ندومبي تعني «الماء الأسود» في لينغالا. البحيرة غير منتظمة الشكل ويتراوح عمقها ما بين 5 أمتار فقط (متوسط عمقها) إلى 10 أمتار (الحد الأقصى). تغطي مساحة تصل إلى 890 ميل مربع (2300 كيلومتر مربع)، ولكن حجمها يتضاعف مرتين أو ثلاثة أضعاف خلال موسم الأمطار. يزداد الأوكسجين في مياهها مع زيادة العمق ويتراوح الأس الهيدروجيني للمياه من 4.2 إلى 5.5. تحيط بها الشواطئ المنخفضة والغابات الاستوائية المطيرة الكثيفة الرطبة السائدة في الشمال كما يوجد فسيفساء من الغابات والسافانا في الجنوب.

## التنوع البيولوجي
يفترض أن أسماك بحيرة ماي ندومبي مماثلة لأسماك بحيرة تومبا، لكن لا يوجد أي توثيق لذلك. فمنذ دراسات جورج ألبرت بولينجر الاستقصائية الأولية في 1909-1916، كانت البحيرة موقعًا لاكتشاف أنواع جديدة باستمرار. في عام 1984، تم اكتشاف نوع جديد من البلطية. في عام 2006، تم اكتشاف نوع جديد آخر من البلطية،  وفي عام 2008، تم أيضا توثيق نوع جديد آخر.

## النشاط الاقتصادي
بعض مناطق الامتياز الرئيسية لشركة سوديفور (شركة تحطيب وقطع أشجار) تقع في شمال وجنوب البحيرة. في 28 تشرين الثاني (نوفمبر) 2009، غرقت ناقلتان لقطع الأشجار مما تسبب في مقتل 73 شخصًا. لم يُصرح للقوارب بنقل الركاب، لكن يُعتقد أنها كانت تحمل نحو 270 شخصًا في ذلك الوقت.

### كارثة 25 مايو 2019
مساء يوم السبت 25 مايو 2019 توفي 45 شخصًا، وفقد العشرات من الركاب بعد انقلاب قارب يحمل أكثر من 350 راكبًا في البحيرة،  وقد عثر الغواصون المحليون الذين يقودون عملية البحث على 183 ناجيا في موقع الغرق. وكانت السفينة المحملة غادرت إينوجو لكنها غرقت قبالة بحيرة ماي ندومبي في غرب البلاد بعد أن ضربتها «رياح عنيفة» على بعد بضعة كيلومترات قبل أن تصل إلى وجهتها مساء السبت. الوفيات المرتفعة أمر شائع في حوادث القوارب في المجاري المائية في الكونغو، حيث تشكل المياه وسيلة رئيسية من وسائل النقل بالنسبة للكثيرين الذين يعيشون في المناطق الريفية.
العمدة المحلي قال إن غالبية الذين كانوا على متن القارب كانوا مدرسين ذاهبين لجمع رواتبهم. كما أضاف إن 11 طفلاً كانوا من بين الذين لقوا حتفهم عندما غرق القارب القديم المكتظ بسبب الأمواج القوية. والرئيس فيليكس تشيسكيدي أعلن الحداد الوطني لمدة ثلاثة أيام بعد كارثة القارب، وقال إن جميع ركاب القوارب التي تسير في الممرات المائية يجب أن يرتدوا ستر نجاة.

## قائمة المراجع
- رسم خرائط الغطاء النباتي لمنطقة ماي ندومبي (جمهورية الكونغو الديمقراطية). المدرسة الإقليمية للإدارة المتكاملة للغابات والأراضي. جامعة كينشاسا، يوليو 2003
- كتاب مصدر للموارد السمكية الداخلية في أفريقيا، المجلد. 1. J.-P. Vanden Bossche & GM Bernacsek (ردمك 92-5-102983-0)